# Innocenzo Monti
Innocenzo Monti (28. ledna 1653 Imola – 17. března 1710 Kroměříž) byl italský malíř nástěnných maleb a pláten, působící v Itálii a na přelomu 17. a 18. století v Polsku a na Moravě. Při svých zakázkách na českém uzemí spolupracoval se sochařem a štukaterém Baldassarem Fontanou.

## Život a dílo
Innocenzo Monti se narodil 28. ledna v roce 1653 v italské Imole. Formálního školení se mu dostalo v dílně manýristického malíře Carla Cignaniho v nedaleké Bologni. Po přesunu Cignaniho do Forlì, převzal v roce 1683 dílnu jeho učeň Marcantonio Franceschini, který měl na Montiho vliv a byl jeho konkurentem. Ve své rodném městě vytvořil pro místní kostely několik nedochovaných pláten. Montiho jméno se vynořuje opět v roce v 1689, kdy byl malířem signován obraz sv. Terezie pro kostel karmelitánů v Massa Lombarda. Roku 1690 namaloval na objednávku mirandolského vévody Alessandra II. pro hlavní oltář jezuitského kostela rozměrné plátno Obřezání Páně (564 x 438 cm). V roce 1693 byl jeho pobyt zaznamenán ve Vídni v souvislosti s návrhem nezachovaných grafických listů věnovaných císaři Leopoldovi I.

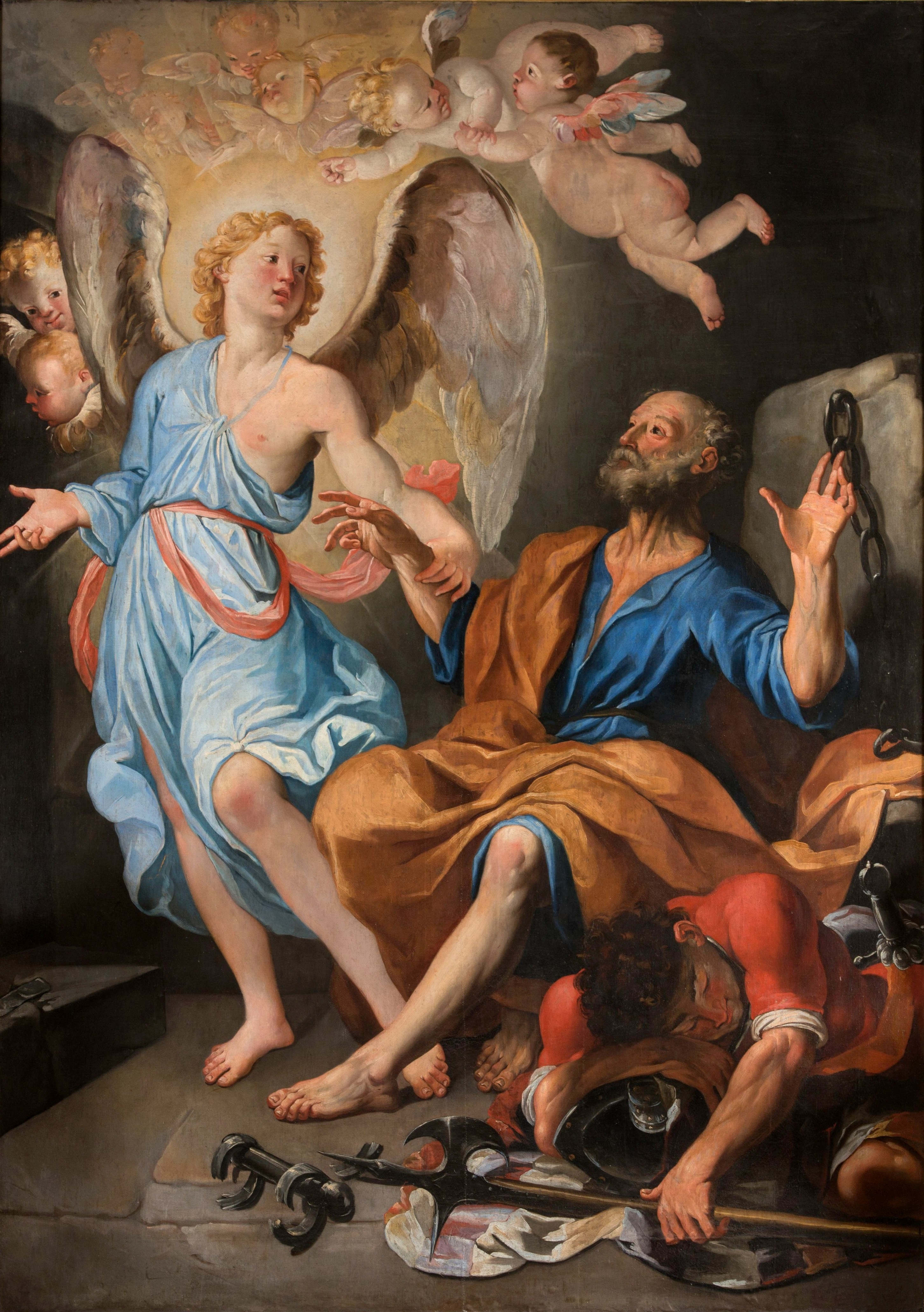
Vysvobození sv. Petra z vězení, kostel sv. Anny v Krakově

V letech 1695–1702 se Innocenzo Monti společně s Baldassarem Fontanou a malířem Karlem Dankwartem účastnili velkolepé výzdoby univerzitního kostela sv. Anny v Krakově. Malíř zde vytvořil malby na klenbách několika bočních kaplí a postavy Sibyl v lunetách hlavní lodi. Pro oltáře sv. Josefa a sv. Petra namaloval obrazy sv. Josef s Ježíškem a hrajícím andělem a Vysvobození sv. Petra z vězení. V městě je mu připisována též výzdoba kostela klarisek sv. Ondřeje, která je ale zřejmě dílem Karla Dankwarta. V polovině roku 1702 byl před hrozbou blížícího se švédského vojska nucen opustit město a usazuje se na Moravě.

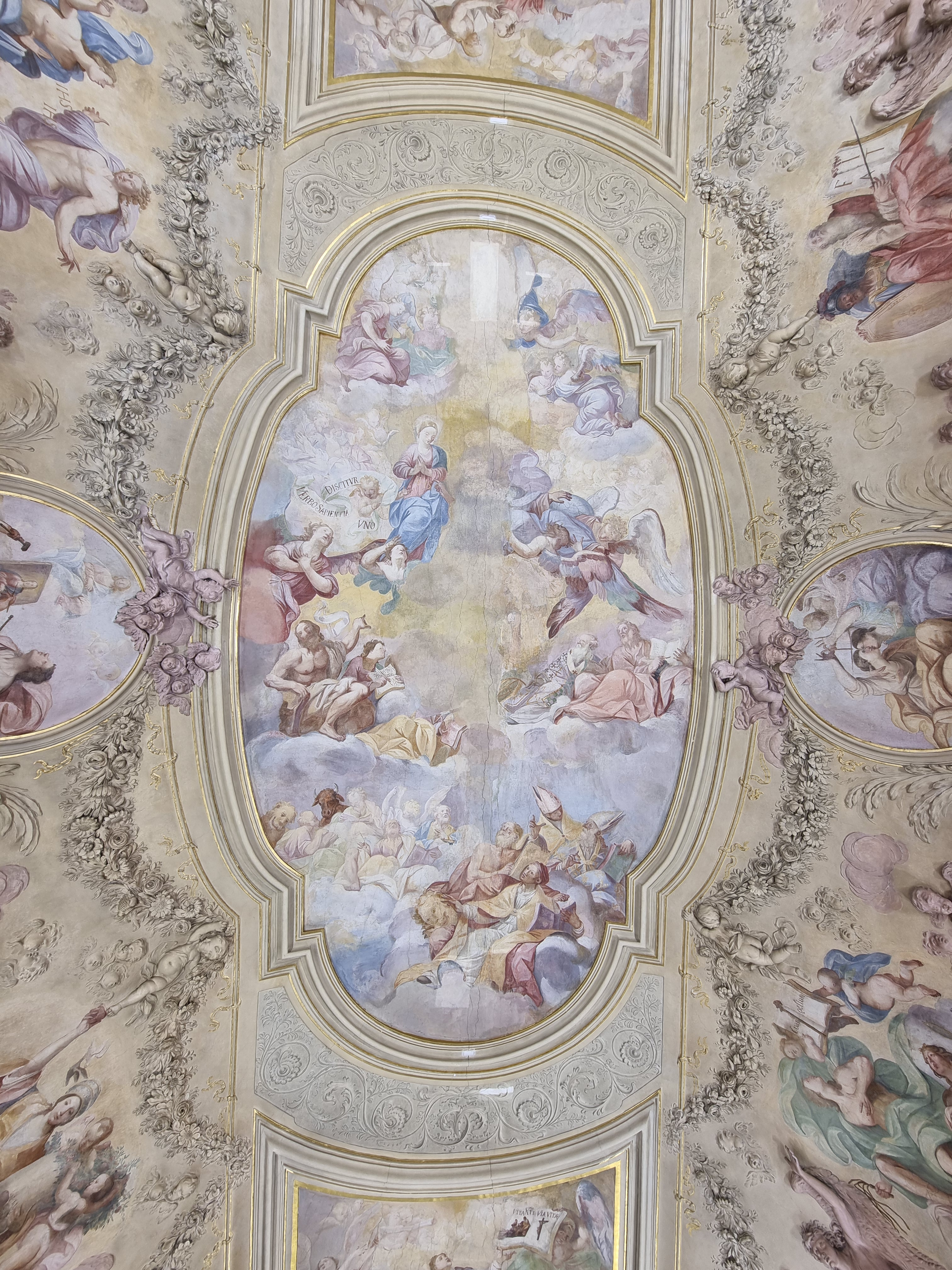
Klenba knihovny kláštera Hradisko

Záhy po příjezdu z Polska byl znovu s Fontanou přizván opatem kláštera Hradisko Norbertem Želeckým k výzdobě nové konventní knihovny. Umělci zde v letech 1702–1704 vytvořili výzdobu klenby a stěn podle ikonografického konceptu premonstrátského malíře a kreslíře Dionysia Strausse. Tématem ústředního pole klenby je Apoteóza moudrosti šířená Božím slovem, které po obvodu doplňují alegorické scény zrodu, šíření a významu Božího slova. Medailony na stranách okenních špalet vyplňují poškozené postavy starozákonních proroků. V hradišťském klášteře vymaloval malíř i zimní refektář, ale tato výzdoba se nedochovala.

Z dalších prací na Moravě můžeme uvést výzdobu pendentivů kopulí bývalého dominikánského kostela sv. Michala v Olomouci, které byly ale razantně přelovány kolem roku 1898 vídeňským malířem Josefem Draganem. Fresky, které vznikly zřejmě před rokem 1709, zobrazují v ústřední kopuli čtyři církevní otce, čtyři evangelisty v západní a Zvěstování Panně Marii archandělem Gabrielem s andělem Strážným a archandělem Rafaelem s Tobiášem ve východní. Podoba fresek byla alespoň částečně rehabilitována při jejich restaurování v letech 2017–2020. Kolem roku 1708 vzniká výzdoba štukových polí klenby refektáře bývalého františkánského kláštera v Uherském Hradišti. Čtyři centrální scény zde zobrazují Zvěstování Panně Marii, Vyučování Panny Marie, Oslavu sv. Amanda a sv. Františka na ohnivém voze. Ve výsečích jsou pak andělé s nástroji Kristova umučení. Na delší straně sálu je zavěšena čtveřice olejomaleb s lunetovým zakončením. Jedná se o jediné Montiho obrazy na plátně na českém území. Znázorňují oblíbené františkánské světce sv. Jan Kapistrána, sv. Bonaventuru, sv. Antonína Paduánského s Ježíškem a sv. Františka z Assisi.
Jedna z posledních zakázek Innocenza Montiho bylo v roce 1709 vymalování kaple bratrstva sv. Antonína Paduánského v bývalém františkánském kostele Neposkvrněného početí Panny Marie v Olomouci. Malíř zemřel 17. března 1710 a byl pohřben v zaniklém františkánském kostele v Kroměříži.
- Klenba kaple v kostele sv. Anny v Krakově
- Sv. Josef s hrajícím andělem, kostel sv. Anny v Krakově
- Fresky v knihovně kláštera Hradisko
- Klenba kostela sv. Michala v Olomouci
- Kopule kaple sv. Antonína Paduánského v kostele Neposkvrněného početí P. Marie v Olomouci